# Kind Human
Kind Human is een Nederlandse indiepopband uit Middelburg, een project rondom Isabelle van Beek.  Live speelt ze in afwisselende samenstellingen. Eerder stond de band bekend onder de naam YSA.

## Biografie
Van Beek studeerde in 2021 af aan de rockacademie. In verschillende samenstellingen en bezettingen, waaronder de naam YSA, had ze reeds opgetreden. In 2022 ging Van Beek het project Kind Human aan, waarin ze sindsdien zowel solo als met band optreedt. Met dromerige, rauwe en kwetsbare teksten schrijft Van Beek nummers in het genre indiepop. In 2024 trad Kind Human op podium Spectra van Klomppop op. Datzelfde jaar maakte Kind Human deel uit van de Popaanzee academy zomertour, een platform dat jonge talenten op een groter podium de kans geeft om op te treden. Zo kreeg ze de kans om het UMOJA podium van Concert at Sea in 2024 te openen. In november 2024 bracht Kind Human de single F*cked again uit. Deze gaat over een persoon die je overrompelt en waar je, ondanks de wil om single te blijven, door wordt gedwongen om verliefd te geraken. Diezelfde maand volgde de ep Dollhouse, dat als rode draad heeft een zoektocht naar balans in een wereld vol chaos, met daarop de gelijknamige single en F*cked Again. Voor Kind Human betekende het uitbrengen van de ep  het ingaan van een nieuwe fase met het project waarin het zijn verdere band- en toekomstplannen uitwerkt.

## Discografie

### Ep's
- Dollhouse (2024)

### Singles
- Don't (2022)
- Tasting the past (2023)
- Not here to love me (2023)
- Free (2023)
- Free falling (2024)
- F*cked again (2024)
- Dollhouse (2024)